# Municipio de James Hill
El municipio de James Hill (en inglés: James Hill Township) es un municipio ubicado en el condado de Mountrail en el estado estadounidense de Dakota del Norte. En el año 2010 tenía una población de 32 habitantes y una densidad poblacional de 0,34 personas por km².

## Geografía
El municipio de James Hill se encuentra ubicado en las coordenadas 48°25′23″N 102°25′48″O / 48.42306, -102.43000. Según la Oficina del Censo de los Estados Unidos, el municipio tiene una superficie total de 93.4 km², de la cual 82,41 km² corresponden a tierra firme y (11,77 %) 10,99 km² es agua.

## Demografía
Según el censo de 2010, había 32 personas residiendo en el municipio de James Hill. La densidad de población era de 0,34 hab./km². De los 32 habitantes, el municipio de James Hill estaba compuesto por el 100 % blancos. Del total de la población el 0 % eran hispanos o latinos de cualquier raza.